# Contea di Salt Lake
La contea di Salt Lake, in inglese Salt Lake County, è una contea dello Stato dello Utah, negli Stati Uniti.
Il capoluogo è Salt Lake City, anche capitale dello Stato.

## Geografia fisica
La contea si trova nel centro-nord dello Stato, nella valle del Lago Salato. A est si estendono i monti Wasatch e a ovest i monti Oquirrh. Parte del Gran Lago Salato si trova nella contea e il fiume Jordan la attraversa da sud a nord.
Il capoluogo è sede dell'Università dello Utah.

### Contee confinanti
- Contea di Davis - nord
- Contea di Morgan  - nord-est
- Contea di Summit - est
- Contea di Wasatch - sud-est
- Contea di Utah - sud
- Contea di Tooele - ovest

## Storia
Per millenni l'area è stata occupata da nativi, come Shoshone e Ute. I primi insediamenti permanenti cominciarono nel 1847 con l'arrivo dei primi mormoni. La contea fu fondata nel 1850 e deve il suo nome all'omonimo lago.

## Comuni

### Cities
- Bluffdale
- Cottonwood Heights
- Draper
- Herriman
- Holladay
- Midvale
- Millcreek
- Murray
- Riverton
- Salt Lake City (capoluogo)
- Sandy
- South Jordan
- South Salt Lake
- Taylorsville
- West Jordan
- West Valley City

### Metro townships
- Copperton
- Emigration Canyon
- Kearns
- Magna
- White City

### Towns
- Alta
- Brighton